# Ваді-Рам
Ваді-Рам (араб. وادي رم‎), також Місячна долина (араб. وادي القمر, кириліз.: Ваді-ель-Камр) — кам'яниста пустеля та ваді в Йорданії. Розташована в провінції Акаба за 60 км на схід від йорданського міста Акаби та ізраїльського Ейлату. Поверхня Ваді-Рам нерівномірна, з великою кількістю локальних каньйонів, впадин та височин. Деінде ландшафт ваді переходить у напівпустелю, з окремими сухими деревами та чагарниками. У 1998 році Ваді-Рам отримала статус природоохоронної території, а 2011 року увійшла до переліку об'єктів Світової спадщини ЮНЕСКО.
У Ваді-Рам, яка відома своїми «позаземними» та «казковими» пейзажами, знімали такі фільми, як «Лоуренс Аравійський», «Трансформери», «Червона планета», «Останні дні на Марсі», «Марсіянин», «Бунтар Один. Зоряні Війни. Історія», «Алладін», «Зоряні війни: Скайвокер. Сходження» та багато інших.

## Історія
Місцевість навколо Ваді-Рам була заселена представниками різних народів ще з доісторичних часів. Багато культур, зокрема набатеї, залишили свій слід у пустелі завдяки пам'яткам архітектури, петрогліфам та різноманітним написам.

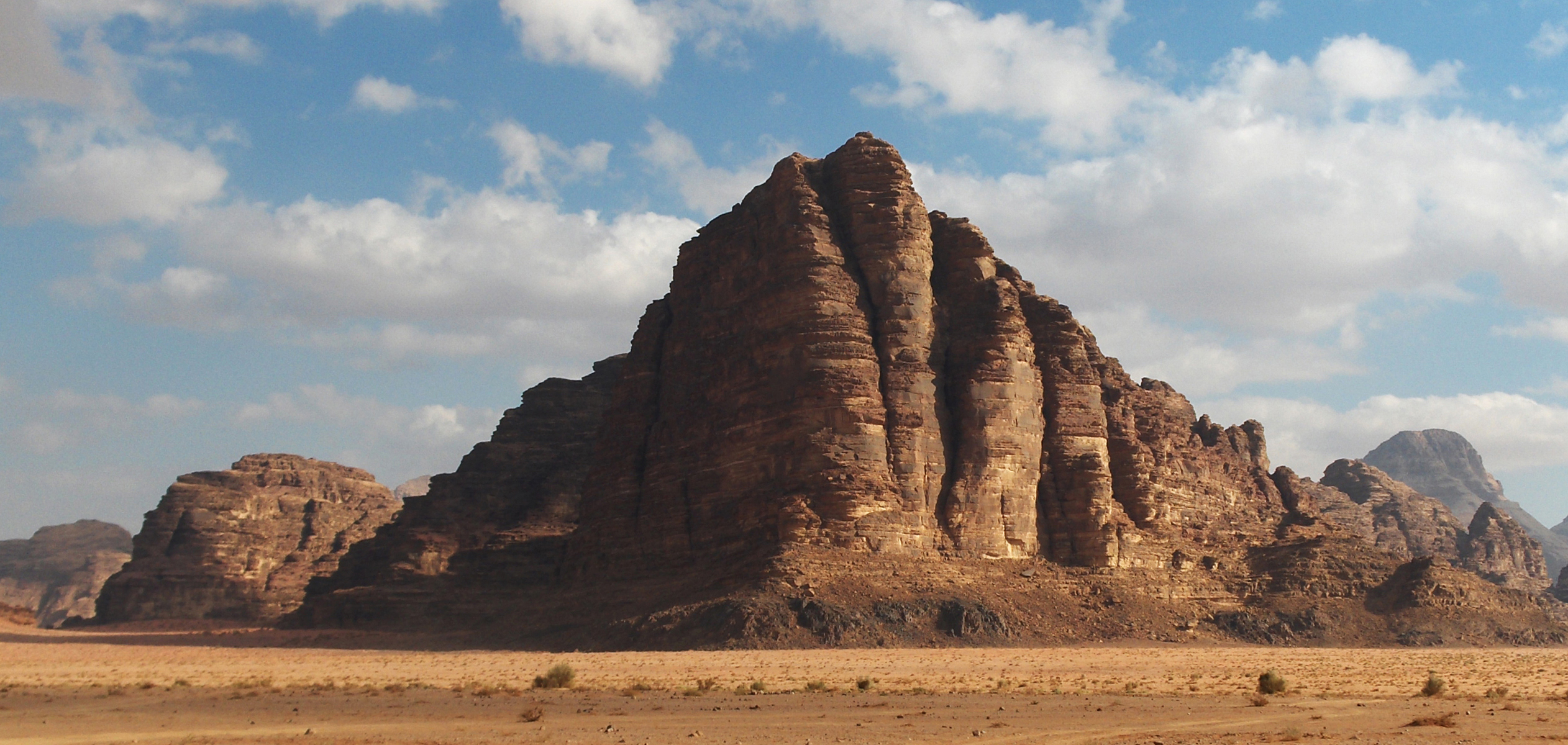
Гора Сім стовпів мудрості

На Заході Ваді-Рам відоме завдяки описам британського офіцера Томаса Едварда Лоуренса, який кілька разів перетинав пустелю під час Арабського повстання 1916—1918 років. У 1980-х роках одна з гірських порід у Ваді-Рам, до того відоме як Джебель-ель-Мазмар (досл. Чумна гора), було названо Сім стовпів мудрості на честь однойменної книги Лоуренса, хоча «Сім стовпів», про які йдеться в книзі, не мають із Ваді-Рам жодного зв'язку.

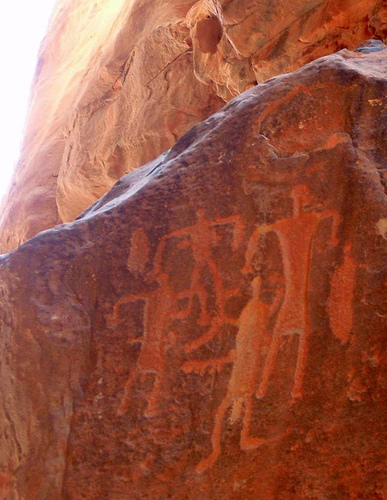
Петрогліфи у Ваді-Рам

Знайдення у Ваді-Рам руїн набатейського храму в 1933 році прикуло до пустелі значний інтерес. Розкопки на території об'єкта були завершені командою французьких археологів у 1997 році. Петрогліфи, що зображують людей та антилоп, були залишені в печерах у каньйоні Хазалі представниками зниклого народу самуд.

## Географія
Уся місцевість Ваді-Рам зосереджена навколо головної долини, що проходить серединою пустелі. На самому півдні ваді розташована гора Умм-ед-Дамі (1854 м), що є найвищою точкою Йорданії. У ясний день з її вершини відкривається вид на Червоне море та суміжну Саудівську Аравію. Вершина Джебель-Рам (1734 м), що розташована всередині долини, є другою найвищою точкою Йорданії.
У селі, що лежить посеред пустелі та також називається Ваді-Рам, мешкає кількасот бедуїнів. Завдяки зусиллям австралійського науковця Джефа Лотона у Ваді-Рам були досягнуті певні успіхи у створенні пермакультурної екосистеми.

### Клімат
Згідно з класифікацією Кеппена Ваді-Рам має спекотний аридний клімат (BSh). Температура повітря в межах пустелі може варіюватися від +32 °C вдень до + 4 °C вночі.